# 山階宮菊麿王
山階宮菊麿王（やましなのみや きくまろおう、1873年〈明治6年〉7月3日 - 1908年〈明治41年〉5月2日）は、日本の皇族。海軍軍人。山階宮晃親王の第一王子。母は家女房中条千枝子。官位は海軍大佐大勲位功四級。

## 経歴
1874年（明治7年）1歳を目前に梨本宮守脩親王養子となり、1881年（明治14年）後を継ぎ梨本宮第二代となる。当初実家である山階宮は叔父にあたる定麿王（父の末弟）が継承することになっていたが、王が父と定麿王の間の兄弟の一人である小松宮彰仁親王の養子に転じ依仁を名乗ったことから、1885年（明治18年）には山階宮に復籍し晃親王の継嗣となる。梨本宮は従兄弟にあたる守正王が継承した。
王は海軍に入り「磐手」、「八雲」の分隊長を務めた。1908年（明治41年）5月2日薨去する。階級は中佐であったが、同日進級し大佐となった。また、気象学を研究し、自弁で観測所を建設するほどであった。王が建設した観測所は、気象庁を経て筑波大学と筑波山神社が共同管理する筑波山神社・筑波大学計算科学研究センター共同気象観測所となっている。

## 血縁
菊麿王は公爵九条道孝の娘・範子を妃としたが、彼女が1901年（明治34年）に薨去すると、後に島津忠義の娘常子と再婚する。範子妃との間には二男一女がおり、常子妃との間に三男。第一王子武彦王は山階宮を継承し、第二王子芳麿王、第三王子藤麿王、第四王子萩麿王、第五王子茂麿王はそれぞれ山階・筑波・鹿島・葛城の姓を賜り臣籍降下した。また、王女の安子女王は侯爵浅野長武に降嫁する。
- 父：山階宮晃親王
- 母：中条千枝子
- 妻：前妻：九条範子、後妻：島津常子
- 子：（前妻）武彦王 - 芳麿王 - 安子女王 - （後妻）藤麿王 - 萩麿王 - 茂麿王

## 年表
| 1873年（明治6年）7月3日    | 誕生                             |
| 1874年（明治7年）4月22日   | 梨本宮養子                       |
| 1881年（明治14年）10月20日 | 梨本宮継承                       |
| 1885年（明治18年）3月20日  | 山階宮に復籍                     |
| 1892年（明治25年）4月      | 海軍少尉候補生                   |
| 1893年（明治26年）7月      | 貴族院皇族議員                   |
| 1893年（明治26年）11月3日  | 勲一等旭日桐花大綬章             |
| 1898年（明治31年）2月13日  | 武彦王生まれる                   |
| 1900年（明治33年）6月7日   | 軍令部第一局員                   |
| 1900年（明治33年）7月5日   | 芳麿王生まれる                   |
| 1901年（明治34年）6月10日  | 「磐手」分隊長                   |
| 1901年（明治34年）10月31日 | 安子女王生まれる                 |
| 1902年（明治35年）1月1日   | 「山階宮筑波山測候所」が観測開始 |
| 1902年（明治35年）7月8日   | 「八雲」分隊長                   |
| 1905年（明治38年）2月25日  | 藤麿王生まれる                   |
| 1906年（明治39年）4月21日  | 萩麿王生まれる                   |
| 1906年（明治39年）4月1日   | 功四級金鵄勲章                   |
| 1908年（明治41年）1月      | 海軍大学校専科学生               |
| 1908年（明治41年）4月29日  | 茂麿王生まれる                   |
| 1908年（明治41年）5月2日   | 薨去・海軍大佐                   |

## 栄典
勲章等
| 受章年                     | 略綬 | 勲章名                 | 備考 |
| -------------------------- | ---- | ---------------------- | ---- |
| 1893年（明治26年）11月3日  |      | 勲一等旭日桐花大綬章   |      |
| 1895年（明治28年）11月20日 |      | 功五級金鵄勲章         |      |
| 1902年（明治35年）5月10日  |      | 明治三十三年従軍記章   |      |
| 1903年（明治36年）11月3日  |      | 大勲位菊花大綬章       |      |
| 1906年（明治39年）4月1日   |      | 功四級金鵄勲章         |      |
| 1906年（明治39年）4月1日   |      | 明治三十七八年従軍記章 |      |